# Nancy Sit
Nancy Sit, de son vrai nom Sit Ka-yin (薛家燕, née le 30 mars 1950), est une actrice et chanteuse hongkongaise ayant surtout travaillé pour TVB. Elle commence sa carrière dans les années 1960, quand elle était une idole des jeunes aux côtés de Connie Chan et Josephine Siao. Elle enregistre également de nombreux albums pendant cette période, et sert plus tard de mentor à Anita Mui.
Sa carrière s'étend de 1966 à 1973, quand elle prend sa retraite pour fonder une famille, puis de 1996 à 2014, retour effectué à cause de son divorce.

## Biographie
Nancy Sit fait partie dans les années 1960 d’un groupe d’adolescentes célèbres surnommées les « Sept princesses cantonaises » et composées entre autres de Josephine Siao, Petrina Fung et Connie Chan. Tournant à un rythme effréné, elle joue à cette époque dans une dizaine de films avec le réalisateur de comédies musicales, Wong Yiu (Girls Are Flowers, Four Gentlemanly Flowers, Spring In The Garden).
Sit quitte l'industrie du divertissement en 1973 après s'être mariée et avoir fondé une famille, mais au début des années 1990, son mariage se brise lorsque son mari l'a quitte. Elle est dévastée et déclare avoir envisagé de se suicider mais c'est en pensant à ses enfants qu'elle a retrouvé l'envie de vivre. Elle décide de revenir dans le show business en s'appuyant sur la popularité qu'elle avait acquise en tant qu'idole des jeunes, même si c'était une période assez lointaine. Durant sa retraite, elle avait cependant joué en 1975 dans le film italien Le Cogneur de Steno aux côtés de Bud Spencer. Dans ce film, elle joue le rôle bref et touchant d'une jeune maman qui se sacrifie pour sauver la vie de son fils Yoko (Day Golo) d'une bande de gangsters.
Sa présence principale dans la série A Kindred Spirit lui vaut un succès retour immédiat. Il s'agit de la série la plus longue de l'histoire de Hong Kong, avec plus de 1 000 épisodes, et est très populaire en Asie du Sud-Est.
Elle est la tête d'affiche d'autres sitcoms, comme Virtues of Harmony (en) et sa suite, dans laquelle elle joue la patronne d'un restaurant chinois durant la dynastie Ming.
En 2000, Nancy est la première actrice récompensée de la médaille d'honneur de Hong Kong. En 2005, elle joue avec William Hung (en) dans Where Is Mama's Boy dont la bande originale comprend des chansons interprétées par Nancy, William et Huang Yi-fei (Wong Yat-fei). Elle visite également plusieurs pays, comme Singapour et la Malaisie, pour promouvoir des séries dans lesquelles elle joue comme A Kindred Spirit.
Fin 2009, des rumeurs circulent à propos de graves problèmes de santé de Sit (elle avait subi une intervention chirurgicale pour enlever des calculs biliaires et de l'angiocholite). À peu près à la même époque, elle est vue marchant avec difficultés et soutenue par sa fille. Fin 2010, ell semble s'être complètement rétablie.

## Vie privée
Nancy Sit a quatre sœurs et trois enfants issus de son mariage avec Shek, Jamie, Justina et Jackson Shih. Justina et Jackson résident aux États-Unis et Jamie à Hong Kong avec elle.
Depuis qu'elle est tombée malade en 2009, ses trois enfants sont retournés à Hong Kong pour réduire sa charge de travail et commencer une carrière à Hong Kong. Justina est l'agent de Sit et s'occupe du centre des arts Mother de Hong Kong.

## Filmographie

### Télévision

#### Séries TVB
| Année | Série                         | Rôle                                                              | TVB Anniversary Awards                                                                              | Notes   |
| ----- | ----------------------------- | ----------------------------------------------------------------- | --------------------------------------------------------------------------------------------------- | ------- |
| 1995  | A Kindred Spirit              | Leung Yun-ho                                                      | All-Time Most Memorable Female Leading Role                                                         |         |
| 1997  | A Recipe for the Heart        | Yin Jan-jan                                                       | | (caméo) |
| 2000  | Return of the Cuckoo          | Chu Sa-giu                                                        | My Favourite Television Character Nommée au TVB Anniversary Award de la meilleure actrice (Top 5)   |         |
| 2000  | The Threat of Love            |                                                                   | |         |
| 2001  | Virtues of Harmony            | Yau Nim-chi                                                       | My Favourite Television Character Nominated - TVB Anniversary Award de la meilleure actrice (Top 5) |         |
| 2002  | Police Station No. 7          | Wong Ying-goo                                                     | |         |
| 2003  | The Threat of Love 2          | Fung Ying/Chu Sau-yuk/Tam Siu /Ng Sui-gil/Fok Lau Sui Bik/Lee Han | |         |
| 2004  | Virtues of Harmony 2          | Yau Nim-chi                                                       | |         |
| 2007  | Heavenly In-Laws              | Lo Fa/la reine des fleurs                                         | |         |
| 2008  | The Silver Chamber of Sorrows | Choi Siu-diep                                                     | Nommée au TVB Anniversary Award de la meilleure actrice (Top 10)                                    |         |
| 2009  | Born Rich                     | Sheung Hoi-mei                                                    | |         |
| 2011  | River of Wine                 | Kwan Wai-lan                                                      | Nommée au TVB Anniversary Award de la meilleure actrice dans un rôle secondaire (Top 15)            |         |
| 2014  | Queen Divas                   | Ho Siu-lan                                                        | |         |
| 2015  | My "Spiritual" Ex-Lover       | Nie Xiaoqian (en)                                                 | |         |

#### Séries RTV/ATV
| Année | Série                                  | Rôle     | Notes  |
| ----- | -------------------------------------- | -------- | ------ |
| 1979  | Dragon Strikes 《天龍訣》              | 南宮明珠 |        |
| 1979  | It Takes A Thief 《侠盗风流》          | 龙萧公主 |        |
| 1990  | The Third Radio Station 《第三间电台》 | 罗咏琴   | sitcom |

#### Autres séries
| Année | Série                           | Rôle     | Notes                                      |
| ----- | ------------------------------- | -------- | ------------------------------------------ |
| 2000  | Princess Ji Zhuang 《庄姬公主》 | 穆赢太后 | (série taïwanaise)                         |
| 2005  | Love Concierge 《愛的掌門人》   | 谢美娇   | (série de MediaCorp)                       |
| 2007  | Double Happiness 《龙凤呈祥》   |          | (série de la télévision centrale de Chine) |

### Cinéma
| Année | Film                                                                     | Rôle                              |
| ----- | ------------------------------------------------------------------------ | --------------------------------- |
| 1960  | A Sound Judgement                                                        | 二珠                              |
| 1960  | The Eagle Knight and the Crimson Girl                                    | 捉月                              |
| 1960  | The Grand Re-union                                                       | 小神童十五寶                      |
| 1960  | A Song To Remember (Partie 1)                                            | 文喜郎（童年）                    |
| 1960  | The Affairs Of Miss Ping (Partie 1)                                      | 蔡美儀（童年）                    |
| 1961  | Crimson Girl                                                             | 陳繼志（幼年）                    |
| 1961  | A Remindful Poem                                                         | 梁驊生                            |
| 1961  | Tears Of Isolated Phoenix                                                | 江俊華（童年）                    |
| 1961  | Pagoda of Golden Snake                                                   | 翠鳳（童年）                      |
| 1961  | Witness For The Prosecution                                              | 佐德                              |
| 1961  | Pair Of Jade Butterfly                                                   | 婉兒                              |
| 1961  | Little Prime Minister (Partie 1)                                         | 小霞                              |
| 1961  | Beautiful Butterfly                                                      | 白小碟                            |
| 1961  | Di Qing The Hero                                                         | 狄龍                              |
| 1961  | Lui Bo                                                                   | 漢獻帝                            |
| 1961  | How Prince Chen Xiang Rescued His Mother from the Dragon Lake (Partie 2) | 大太子 涎香                       |
| 1961  | Feminine General 'Far Mok Lan'                                           | 花木棣                            |
| 1961  | Conqueress                                                               | 楊九妹                            |
| 1962  | 7 Playful Women                                                          |                                   |
| 1962  | Laka How Di Qing And The 5 Tigers Conquered The West                     | 狄龍                              |
| 1962  | Tragedy On The Love Bridge                                               |                                   |
| 1963  | The Big Revenge (Part Two)                                               | 陳小婷（童年）                    |
| 1963  | The Eight Fairies' Adventures In The Eastern Sea                         | 三太子                            |
| 1963  | The Legend Of Li Xia                                                     | 來興                              |
| 1963  | The Seven Heroes Of Wudang Mountain                                      | 陳志文                            |
| 1963  | Color Po Lin Tang                                                        | 劉秋兒                            |
| 1963  | The Sword Couple                                                         | 杜力雄                            |
| 1964  | The Beautiful Heaven                                                     | 孔志玲                            |
| 1964  | Sad Autumn                                                               | 易雪兒                            |
| 1964  | Bloody Plam Print                                                        | 村女                              |
| 1964  | Elder Sister’s Story                                                     | 李如豔                            |
| 1964  | Mysterious Murder                                                        | 秦小雪                            |
| 1964  | The Snowflake Sword (Partie 1)                                           | 葛煒                              |
| 1964  | The Snowflake Sword (Partie 2)                                           | 葛煒                              |
| 1964  | The Snowflake Sword (Partie 3)                                           | 葛煒                              |
| 1964  | The Snowflake Sword (Partie 4)                                           | 葛煒                              |
| 1965  | The Six-fingered Lord Of The Lute (Partie 1)                             | 鬼奴                              |
| 1965  | The Six-fingered Lord Of The Lute (Partie 2)                             | 鬼奴                              |
| 1965  | Master Cute                                                              | 飛女                              |
| 1965  | A Secluded Orchid By The Sea                                             | 素玲                              |
| 1965  | The Six-fingered Lord Of The Lute (Partie 3)                             | 鬼奴                              |
| 1965  | A Brave Young Girl’s Spirit (Partie 1)                                   | 康青萍                            |
| 1965  | A Brave Young Girl’s Spirit (Partie 2)                                   | 康青萍                            |
| 1965  | Book Without Words                                                       | 莫如嬌 - 紅狼                     |
| 1966  | You Do Me Wrong                                                          | 丁淑媚                            |
| 1966  | Eternal Love                                                             | 春桃                              |
| 1966  | Colorful Youth                                                           | 蘇絲                              |
| 1966  | The Elusive Golden Butterfly                                             | 宋美娥                            |
| 1966  | Girls Are Flowers                                                        | 陳珍珠                            |
| 1966  | Bitter Fear                                                              | 周碧華                            |
| 1967  | Broadcast Queen                                                          | 小菊                              |
| 1967  | Seven Princesses (Part 1)                                                | 5公主 - 金剛玉                    |
| 1967  | I Love A Go Go                                                           | 楊英英                            |
| 1967  | Seven Princesses (Part 2)                                                | 5公主 - 金剛玉                    |
| 1967  | Prodigal in Distress                                                     | 杜少红                            |
| 1967  | Bunny Girl                                                               | 阿芬                              |
| 1967  | Sister's Lover                                                           | 夢霜                              |
| 1967  | Every Girl a Romantic Dreamer                                            | 白雪雪                            |
| 1968  | Lady Songbird                                                            | 王麗芳                            |
| 1968  | Four Gentlemanly Flowers                                                 | 方玉菊                            |
| 1968  | Red Lamp Shaded in Blood                                                 | 上官玉鳳                          |
| 1968  | Spring In The Garden                                                     | 伍小紅                            |
| 1968  | The Killing Sword                                                        | 小燕                              |
| 1968  | Wonderful Youth                                                          | 江淑嫻/女諸葛                     |
| 1968  | The Saint                                                                |                                   |
| 1968  | Beauty In The Mist                                                       | 阿萍                              |
| 1969  | Moments of Glorious Beauty                                               | 李安琪兒                          |
| 1969  | Miss Fragrance                                                           | 林小燕                            |
| 1969  | The Devil Warrior                                                        | 崔玉華                            |
| 1969  | Sky Dragon Castle                                                        | 蓋盈盈                            |
| 1969  | Teddy Girls                                                              | 馬碧珊                            |
| 1969  | Bloody Handkerchief                                                      | 鐵玫瑰                            |
| 1969  | Mother Wants Me To Get Married                                           | 洪麗霞                            |
| 1969  | The Swinging Bunch                                                       | 劉美麗                            |
| 1969  | Magic Cat                                                                | 金小菊                            |
| 1969  | Singing Darlings                                                         | 洪芍藥                            |
| 1969  | Let’s Build A Family                                                     | 方蘭心                            |
| 1970  | Convivial Trio                                                           | 陳秀麗                            |
| 1970  | The Desperados                                                           | 黃玉蓮                            |
| 1970  | The Heart Stealer                                                        |                                   |
| 1970  | The Lonely Rider                                                         | 于文翠                            |
| 1970  | The Young Girl Dares Not Homeward                                        |                                   |
| 1970  | I’ll Get You One Day                                                     | 李鳴鳳                            |
| 1970  | The Wedding Gown                                                         | 周小玲                            |
| 1970  | Secret Agent No. 1                                                       |                                   |
| 1970  | The Fascination Love                                                     | 菁菁                              |
| 1970  | Choi Lee Fat                                                             | 余海燕                            |
| 1970  | Yesterday Today Tomorrow                                                 | 羅佩嫦                            |
| 1972  | Hap Ki Do                                                                | 小秀                              |
| 1972  | Action Tae Kwan Do                                                       | Gwoi Ji                           |
| 1973  | Love Is A 4 Letter Word                                                  |                                   |
| 1973  | The Awaken Punch                                                         |                                   |
| 1973  | Stranger From Canton                                                     |                                   |
| 1974  | The Crazy T.V. Fans                                                      |                                   |
| 1974  | Every Day Is Sunday                                                      | 阿喜                              |
| 1978  | The Dream Of The Red Chamber                                             |                                   |
| 1978  | Dog Bites Dog Bone                                                       | Réalisatrice, monteuse et actrice |
| 1996  | God of Cookery                                                           | Une juge                          |
| 1997  | Black Rose 2                                                             | La Rose noire                     |
| 2005  | Where Is Mama’s Boy?                                                     | 歡媽                              |
| 2010  | 72 Tenants of Prosperity                                                 | Lolita                            |
| 2011  | Anti-Crime Squad                                                         |                                   |
| 2011  | It's A Great Great World                                                 |                                   |
| 2011  | I Love Hong Kong                                                         |                                   |
| 2011  | All's Well, Ends Well 2011                                               | 鄭宇強之母                        |
| 2014  | Delete My Love                                                           | 慈祥蘇花                          |

### Théâtre
| Année | Pièce                |
| ----- | -------------------- |
| 2000  | Kindred Spirit Night |